# Andreas Laudrup
Andreas Retz Laudrup (Barcellona, 10 novembre 1990) è un ex calciatore danese, di ruolo centrocampista.

## Biografia
Figlio di Michael Laudrup, è nato a Barcellona poiché in quel periodo suo padre era in forza al club catalano. Nella famiglia, giocarono a calcio a livello professionistico anche il fratellastro Mads, lo zio Brian, il nonno Finn e il cugino Nicolai.

## Carriera

### Club
Laudrup giocò, a livello giovanile, per il Lyngby e per il Real Madrid. Nel 2008 si accordò con il Nordsjælland, debuttando nella Superligaen in data 23 aprile 2009, quando subentrò a Morten Karlsen nella sconfitta casalinga per 0-1 contro il Brøndby. Il 27 marzo 2010 arrivò la prima rete nella massima divisione danese, nel pareggio per 1-1 contro l'Aalborg. Nello stesso anno, arrivò l'affermazione finale nella Coppa di Danimarca 2009-2010, successo che fu ripetuto la stagione seguente. Laudrup e il suo Nordsjælland si aggiudicarono poi la vittoria nel campionato 2011-2012, centrando così la qualificazione alla Champions League 2012-2013. Debuttò nella massima rassegna continentale per club in occasione della sconfitta per 2-0 contro lo Šachtar, datata 19 settembre 2012: subentrò a Joshua John nei minuti finali.
L'11 gennaio 2013, va in prestito fino a giugno al Saint-Étienne.
Il primo luglio 2014 il giocatore si trasferisce all'Aarhus GF.
Si ritira a 24 anni a causa di una malattia reumatica cronica.

### Nazionale
Laudrup rappresentò diverse selezioni giovanili della Danimarca. Debuttò per la Danimarca under 21 in data 17 gennaio 2010, quando fu titolare nella vittoria per 1-0 sul Messico under 21. Una settimana più tardi, in un'altra amichevole contro il Messico Under-21, segnò la rete che valse il pareggio finale per 1-1.

## Statistiche

### Presenze e reti nei club
Statistiche aggiornate al 6 maggio 2015.
| Stagione            | Squadra             | Campionato          | Campionato | Campionato | Coppe nazionali | Coppe nazionali | Coppe nazionali | Coppe continentali | Coppe continentali | Coppe continentali | Altre coppe | Altre coppe | Altre coppe | Totale | Totale |
| Stagione            | Squadra             | Comp                | Pres       | Reti       | Comp            | Pres            | Reti            | Comp               | Pres               | Reti               | Comp        | Pres        | Reti        | Pres   | Reti   |
| ------------------- | ------------------- | ------------------- | ---------- | ---------- | --------------- | --------------- | --------------- | ------------------ | ------------------ | ------------------ | ----------- | ----------- | ----------- | ------ | ------ |
| 2008-2009           | Nordsjælland        | SL                  | 3          | 0          | -               | -               | -               | -                  | -                  | -                  | -           | -           | -           | 3      | 0      |
| 2009-2010           | Nordsjælland        | SL                  | 15         | 1          | CD              | 4               | 2               | -                  | -                  | -                  | -           | -           | -           | 19     | 3      |
| 2010-2011           | Nordsjælland        | SL                  | 23         | 3          | CD              | 5               | 0               | UEL                | 2                  | 0                  | -           | -           | -           | 30     | 3      |
| 2011-2012           | Nordsjælland        | SL                  | 27         | 2          | CD              | 1               | 0               | UEL                | 2                  | 1                  | -           | -           | -           | 30     | 3      |
| lug. 2012-gen. 2013 | Nordsjælland        | SL                  | 16         | 2          | CD              | 1               | 0               | UCL                | 4                  | 0                  | -           | -           | -           | 21     | 2      |
| gen.-giu. 2013      | Saint-Étienne       | L1                  | -          | -          | CF              | 1               | 0               | -                  | -                  | -                  | -           | -           | -           | 1      | 0      |
| 2013-2014           | Nordsjælland        | SL                  | -          | -          | -               | -               | -               | -                  | -                  | -                  | -           | -           | -           | -      | -      |
| Totale Nordsjælland | Totale Nordsjælland | Totale Nordsjælland | 84         | 8          |                 | 11              | 2               |                    | 8                  | 1                  |             | -           | -           | 103    | 11     |
| 2014-2015           | Aarhus              | 1D                  | 12         | 0          | CD              | 1               | 0               | -                  | -                  | -                  | -           | -           | -           | 13     | 0      |
| Totale              | Totale              | Totale              | 96         | 8          |                 | 13              | 2               |                    | 8                  | 1                  |             | -           | -           | 117    | 11     |

## Palmarès

### Club

#### Competizioni nazionali
- Coppa di Danimarca: 2

Nordsjælland: 2009-2010, 2010-2011
- Campionato danese: 1

Nordsjælland: 2011-2012
- Coppa di Lega francese: 1

Saint-Étienne: 2012-2013